# TuS Bremen-Neustadt
Der TuS Bremen-Neustadt war ein Sportverein aus dem Bremer Stadtteil Neustadt. Die erste Fußballmannschaft spielte drei Jahre in der höchsten Bremer Amateurliga.

## Geschichte
Im Jahre 1893 wurde der Arbeiter-Turnverein Neustadt gegründet, der sich im Jahre 1909 in Freie Turnerschaft Neustadt umbenannte. In den 1920er Jahren gehörte der Verein zu den spielstärksten Mannschaften im regionalen Arbeitersport. 1933 wurde der Verein von den Nationalsozialisten verboten. Ehemalige Mitglieder der Freien Turnerschaft bildeten 1945 zusammen mit dem FC Stern und der Bremer TG die SG Neustadt, von der sich 1946 die Bremer TG wieder löste. Aus der SG Neustadt wurde 1950 der TuS Bremen-Neustadt.
1956 gelang den Neustädtern der Aufstieg in die drittklassige Verbandsliga, ehe 1961 erstmals der Aufstieg ins Bremer Oberhaus gelang. Nachdem der Klassenerhalt als Tabellenletzter verpasst wurde, gelang 1965 der erneute Aufstieg in die Landesliga. Dem zehnten Platz in der Aufstiegssaison folgte der erneute Abstieg als Tabellenletzter im Jahre 1967. In der Verbandsliga wurde die Mannschaft prompt durchgereicht. Am 1. Januar 1972 fusionierte der TuS Bremen-Neustadt mit der Bremer TG zur Bremer TS Neustadt.